# Aurora Zantedeschi
Aurora Zantedeschi (* 2. November 2000) ist eine italienische Tennisspielerin.

## Karriere
Zantedeschi begann mit fünf Jahren das Tennisspielen und bevorzugt Sandplätze. Sie spielt hauptsächlich auf der ITF Women’s World Tennis Tour, wo sie bislang zwei Titel im Einzel und 17 im Doppel gewann.

## Turniersiege

### Einzel
| Nr. | Datum              | Turnier | Kategorie   | Belag        | Finalgegnerin        | Ergebnis      |
| --- | ------------------ | ------- | ----------- | ------------ | -------------------- | ------------- |
| 1.  | 29. September 2019 | Tabarka | ITF $15.000 | Sand         | Martina Colmegna     | 6:3, 6:0      |
| 2.  | 23. März 2025      | Vacaria | ITF W50     | Sand (Halle) | Iryna Schymanowitsch | 4:6, 7:5, 7:5 |

### Doppel
| Nr. | Datum             | Turnier                  | Kategorie   | Belag     | Partnerin              | Finalgegnerinnen                         | Ergebnis         |
| --- | ----------------- | ------------------------ | ----------- | --------- | ---------------------- | ---------------------------------------- | ---------------- |
| 1.  | 27. Juli 2018     | Schio                    | ITF $15.000 | Sand      | Costanza Traversi      | Jessica Crivelletto Eleonora Molinaro    | 7:65, 7:64       |
| 2.  | 3. August 2018    | Biella                   | ITF $15.000 | Sand      | Costanza Traversi      | Swjatlana Piraschenka Dalila Spiteri     | 6:2, 6:3         |
| 3.  | 17. August 2018   | Cuneo                    | ITF $15.000 | Sand      | Isabella Tcherkes Zade | Jessica Bertoldo Carlotta Ripa           | 6:3, 6:1         |
| 4.  | 15. Dezember 2018 | Monastir                 | ITF $15.000 | Hartplatz | Angelica Raggi         | Bojana Marinković Eliessa Vanlangendonck | 6:4, 6:4         |
| 5.  | 27. Juli 2019     | Schio                    | ITF W15     | Sand      | Yuliana Lizarazo       | Matilde Paoletti Lisa Pigato             | 6:3, 1:6, [10:5] |
| 6.  | 5. Oktober 2019   | Tabarka                  | ITF W15     | Sand      | Giulia Crescenzi       | Isabelle Haverlag Anna Pribylowa         | 5:7 7:64, [10:8] |
| 7.  | 12. Oktober 2019  | Tabarka                  | ITF W15     | Sand      | Martina Colmegna       | Pia Lovrič Sara Ziodato                  | 3:6, 6:2, [11:9] |
| 8.  | 22. Februar 2020  | Antalya                  | ITF W15     | Sand      | Yuliana Lizarazo       | Guo Meiqi Han Jiangxue                   | 6:2, 5:7, [10:4] |
| 9.  | 4. September 2020 | Triest                   | ITF W15     | Sand      | Yuliana Lizarazo       | Melania Delai Lisa Pigato                | 6:2, 6:3         |
| 10. | 26. März 2022     | Palmanova                | ITF W15     | Sand      | Angelica Moratelli     | Bianca Bărbulescu Briana Szabó           | 7:5, 6:2         |
| 11. | 6. August 2022    | Agadir                   | ITF W25     | Sand      | Angelica Moratelli     | Jacqueline Cabaj Awad Martina Colmegna   | 6:2, 4:6, [10:8] |
| 12. | 9. März 2024      | Antalya                  | ITF W15     | Sand      | Tyra Caterina Grant    | Jelysaweta Kotljar Antonina Sushkova     | 6:2, 6:2         |
| 13. | 30. März 2024     | Santa Margherita di Pula | ITF W35     | Sand      | Sapfo Sakellaridi      | Lucie Havlíčková Lola Radivojević        | 6:4, 6:2         |
| 14. | 13. April 2024    | Santa Margherita di Pula | ITF W35     | Sand      | Yvonne Cavalle-Reimers | Sapfo Sakellaridi Vasanti Shinde         | 3:6, 6:4, [11:9] |
| 15. | 1. Juni 2024      | Brescia                  | ITF W75     | Sand      | Yvonne Cavalle-Reimers | Schibek Qulambajewa Jekaterina Reingold  | 3:6, 7:5, [10:6] |
| 16. | 6. Juli 2024      | Rom                      | ITF W35     | Sand      | Yvonne Cavalle-Reimers | Leonie Küng Rasheeda McAdoo              | 6:4, 6:4         |
| 17. | 2. August 2024    | Cordenons                | ITF W75     | Sand      | Yvonne Cavalle-Reimers | Nuria Brancaccio Leyre Romero Gormaz     | 7:5, 2:6, [10:5] |